# ConocoPhillips
La ConocoPhillips è un'azienda petrolifera nata il 30 agosto 2002 dalla fusione di Conoco Inc. con Phillips Petroleum Company, il colosso ha sede a Houston in Texas ed è una delle maggiori compagnie petrolifere del mondo; la Conoco, in particolare, era una delle compagnie figlie della Standard Oil, il potentissimo trust di John Davison Rockefeller smembrato ai primi del '900.
Una delle forze di questa compagnia è la sua capacità di raffinazione del petrolio, possiede infatti ben 19 impianti per la raffinazione (12 di questi negli USA), solo gli impianti negli USA possono raffinare 2.208.000 BPD (Barili per giorno), questo rende la ConocoPhilips la seconda compagnia statunitense per raffinazione, la raffinazione mondiale della ConocoPhilips raggiunge i 2.901.000 BPD (quinta nel mondo).
Negli USA vende la sua benzina attraverso i distributori Conoco, Phillips 66, e (Union) 76. In Europa opera attraverso il marchio di stazioni di servizio Jet, con questo è presente in Austria, Belgio, Repubblica Ceca, Danimarca, Finlandia, Germania, Ungheria, Norvegia, Polonia, Repubblica Slovacca, Svezia, Thailandia e Regno Unito, invece in Malesia il marchio diventa ProJET. La compagnia è presente anche in Turchia con il marchio Turkpetrol e in Svizzera con il marchio COOP.
Dal 2005 la compagnia possiede anche la catena di distributori (Union) 76, resa famosa da molti film americani.
La compagnia è stata la prima azienda petrolifera americana a sottoscrivere il U.S. Climate Action Partnership, un impegno per la protezione dell'ambiente.
Nel 2012 la società ha scorporato le proprie attività di raffinazione e commercializzazione nella nuova società Phillips 66.

## Raffinerie
ConocoPhillips possiede 18 raffinerie nel mondo.
| Nome                   | Locazione                           | Capacità di raffinazione (KiloBPD) |
| ---------------------- | ----------------------------------- | ---------------------------------- |
| Wood River Refinery    | Roxana, IL, USA                     | 306                                |
| Wilhelmshaven Refinery | Wilhelmshaven, Germania             | 260                                |
| Alliance Refinery      | Belle Chasse, LA, USA               | 247                                |
| Sweeny Refinery        | Old Ocean, TX, USA                  | 247                                |
| Bayway Refinery        | Linden, NJ, USA                     | 238                                |
| Lake Charles Refinery  | Westlake, LA, USA                   | 239                                |
| Humber Refinery        | North Linconshire, UK               | 221                                |
| Ponca City Refinery    | Ponca City, OK, USA                 | 187                                |
| Trainer Refinery       | Trainer, PA, USA                    | 185                                |
| Borger Refinery        | Borger, TX, USA                     | 146                                |
| Los Angeles Refinery   | Carson/Wilmington, CA, USA          | 139                                |
| San Francisco Refinery | Arroyo Grande/Rodeo, CA, USA        | 120                                |
| Ferndale Refinery      | Ferndale, WA, USA                   | 105                                |
| Whitegate Refinerny    | Cork, Irlanda                       | 71                                 |
| Billings Refinery      | Billings, MT, USA                   | 58                                 |
| Melaka Refinery        | Melaka, Malesia                     | 58                                 |
| MIRO Refinery*         | Karlsruhe, Germany                  | 56                                 |
| Czech Refineries*      | Kralupy & Litvinov, Repubblica Ceca | 27                                 |